# Elisabeth Alexandrine von Württemberg

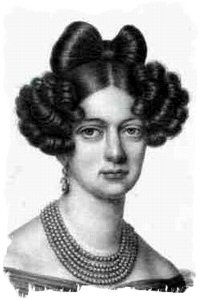
Prinzessin Elisabeth Alexandrine von Württemberg, um 1820

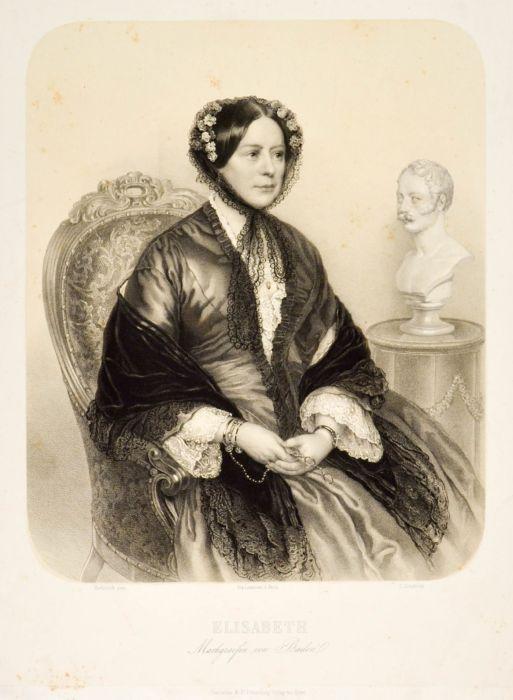
Prinzessin Elisabeth Alexandrine von Württemberg, um 1840

Elisabeth Alexandrine Konstanze Prinzessin von Württemberg (* 27. Februar 1802 in Würzau, Kurland (heute: Vircava, Lettland); † 5. Dezember 1864 in Karlsruhe) war durch Heirat Prinzessin und Markgräfin von Baden, Herzogin von Zähringen.

## Leben
Elisabeth Alexandrine war die jüngste Tochter des Herzogs Ludwig von Württemberg (1756–1817) und seiner zweiten Ehefrau Prinzessin Henriette von Nassau-Weilburg (1780–1857), Tochter des Fürsten Karl Christian und Prinzessin Karoline von Oranien-Nassau-Diez.
Am 16. Oktober 1830 heiratete Prinzessin Elisabeth Alexandrine in Stuttgart den Prinzen Wilhelm von Baden (1792–1859), zweiter Sohn des Großherzogs Karl Friedrich von Baden und dessen zweiter Frau Luise Karoline Geyer von Geyersberg, Reichsgräfin von Hochberg. Aus der Ehe gingen folgende Kinder hervor:
- Wilhelmine Pauline Henriëtte Amalie Luise (* 7. Mai 1833; † 7. August 1834)
- Sofie Pauline Henriëtte Amalie Louise (* 7. August 1834; † 6. April 1904) ⚭ 1858 Fürst Woldemar zur Lippe (1824–1895)
- Pauline Sophie Elisabeth Marie (* 18. Dezember 1835; † 15. Mai 1891)
- Leopoldine Wilhelmine Pauline Amalie Maximiliane (* 22. Februar 1837; † 23. Dezember 1903) ⚭ 1862 Hermann Fürst zu Hohenlohe-Langenburg (1832–1913)